# 海姆內
海姆內（挪威語：Hemne）是挪威已撤銷的市镇，存在於1838年至2020年間。